# حادثه مایرلینگ

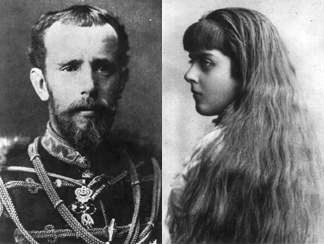
تصویر ولیعهد رودولف و ماری وتسرا معشوقه‌اش

حادثهٔ مایرلینگ مجموعه‌ای از اتفاقات مربوط به خود-دیگرکشی رودولف، ولیعهد اتریش (۲۱ اوت ۱۸۵۸–۳۰ ژانویه ۱۸۸۹) و معشوقهٔ او، بارونس ماری وتسرا (۱۹ مارس ۱۸۷۱–۳۰ ژانویه ۱۸۸۹) بود. جسد رودولف، تنها پسر امپراتور فرانتس یوزف و ملکه الیزابت و وارث تاج پادشاهی اتریش-مجارستان به همراه معشوقه‌اش بارونس ماری وتسرا در صبح روز ۳۰ ژانویهٔ ۱۸۸۹ در کلبهٔ شکار مایرلینگ در ۲۶ کیلومتری جنوب وین پیدا شد.
مرگ رودولف که فرزند پسری نداشت پادشاهی را در خطر گسست می‌انداخت و در نتیجه جانشینی او به برادر فرانتس یوزف، آرشدوک کارل لودویگ و سپس به برادرزاده امپراتور، آرشدوک فرانتس فردیناند منتقل شد.
پس از کشته شدن رودولف و وتسرا، فرانتس یوزف کاخ شکار را به یک صومعه تغییر داد. اکنون این بنا به موزه و جاذبهٔ گردشگری در اتریش تبدیل شده‌است.

## حادثه
رابطهٔ رودولف و همسرش شاهزاده استفانی بلژیک پس از به‌دنیا آمدن دخترشان کم‌کم به تیرگی گذاشته بود و اهل دربار و خود استفانی از روابط پنهانی او باخبر بودند. رودولف در ۱۸۸۷ کلبهٔ شکاری در مایرلینگ خریداری کرد که بهترین جا برای فرار از تشریفات دربار و می‌گساری بود. آخرین دیدار رودولف و والدینش که عازم سفری به مجارستان بودند در یک شام خانوادگی در ۲۹ ژانویهٔ ۱۸۸۹ بود. پس از آن رودولف، برای یک روز تیراندازی و صرف وقت با معشوقه خود، بارونس ماری وتسرای ۱۷ ساله، راهی مایرلینگ شد. روز ۳۰ ژانویه خدمتکار رودولف در پشت در چندین بار او را صدا می‌زند ولی وقتی هیچ صدایی نمی‌شنود، با کمک همراهِ شکار او گراف یوزف هویوش در را با تبر می‌شکنند و هنگام ورود با جسم بی‌جان ولیعهد و معشوقه‌اش روبه‌رو می‌شوند. آنچه در مایرلینگ رخ داده تماماً نظریه است و روشن نیست چه اتفاقی افتاده‌است.
در سال ۲۰۱۵، کتابخانهٔ ملی اتریش نامه‌های وداع وتسرا به مادرش و سایر اعضای خانواده خود را منتشر کرد. نامه‌ها که اندکی قبل از مرگ نوشته شده بیانگر آن است که وتسرا به دلایل عشقی برای خودکشی در کنار رودولف آماده می‌شده‌است.

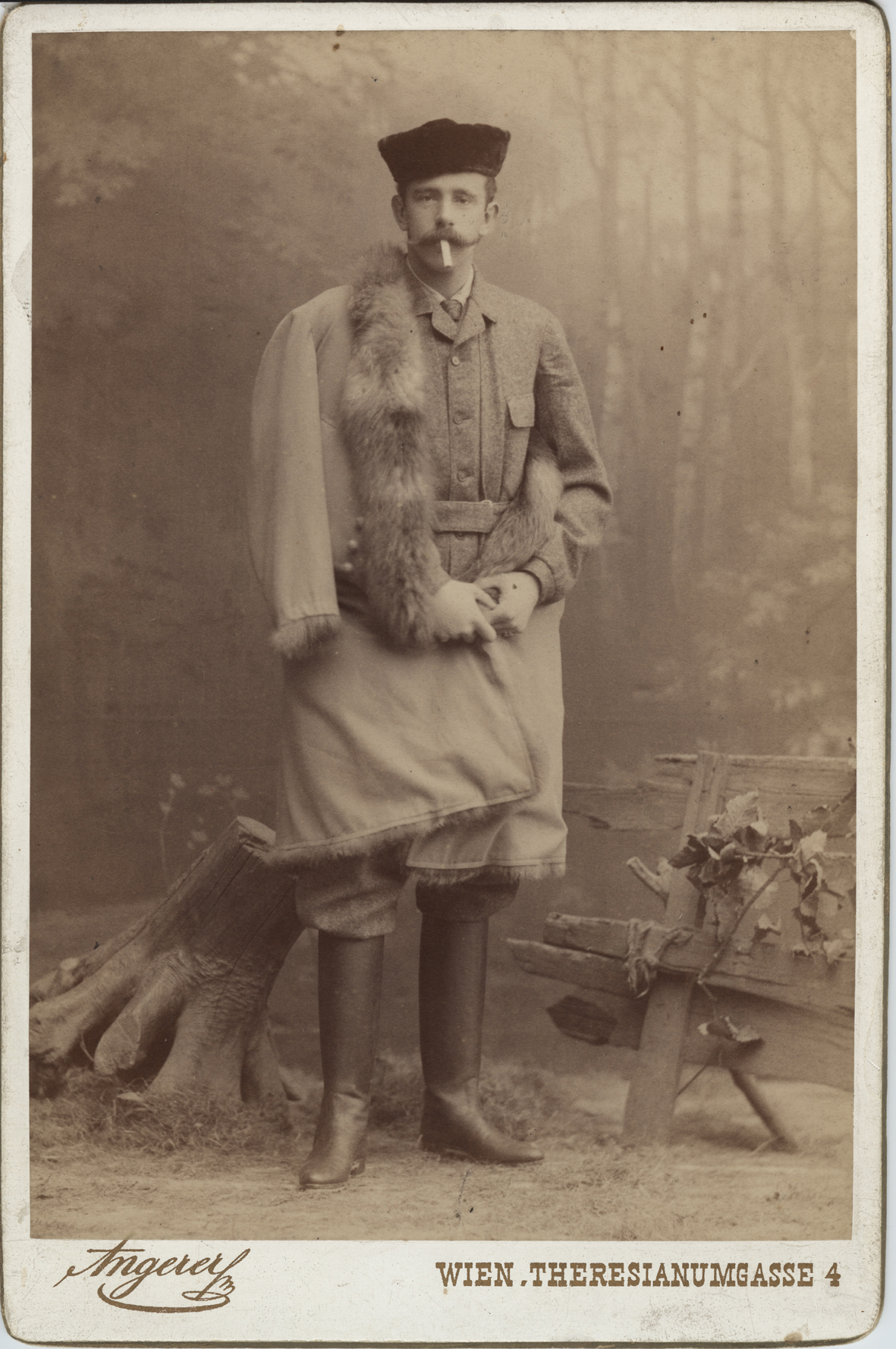
رودولف - ژانویهٔ ۱۸۸۹
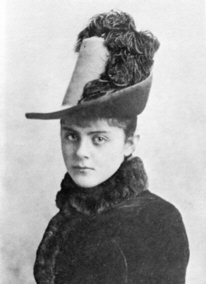
ماری وتسرا در ۱۸۸۸
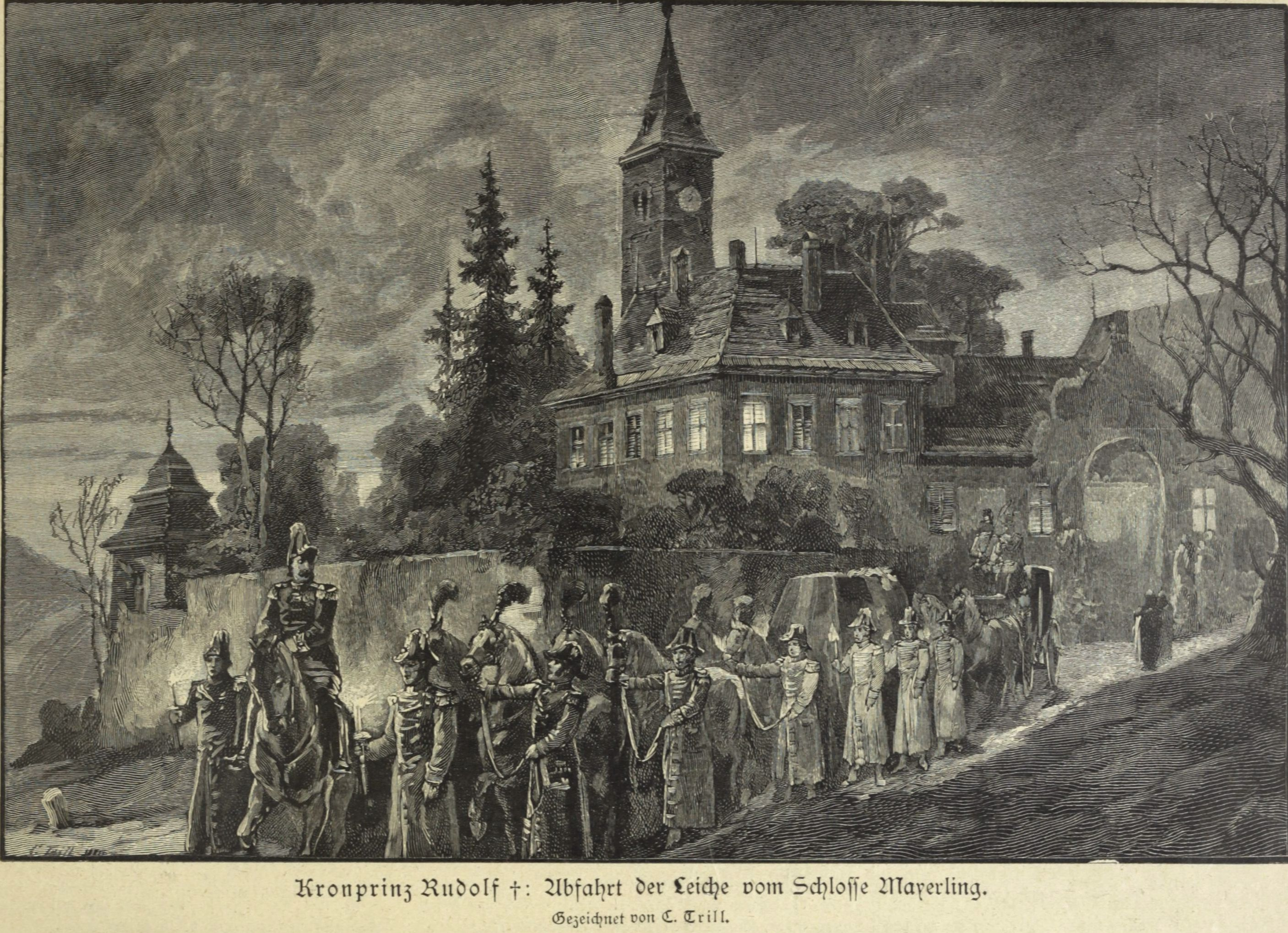
انتقال جسد از کاخ مایرلینگ
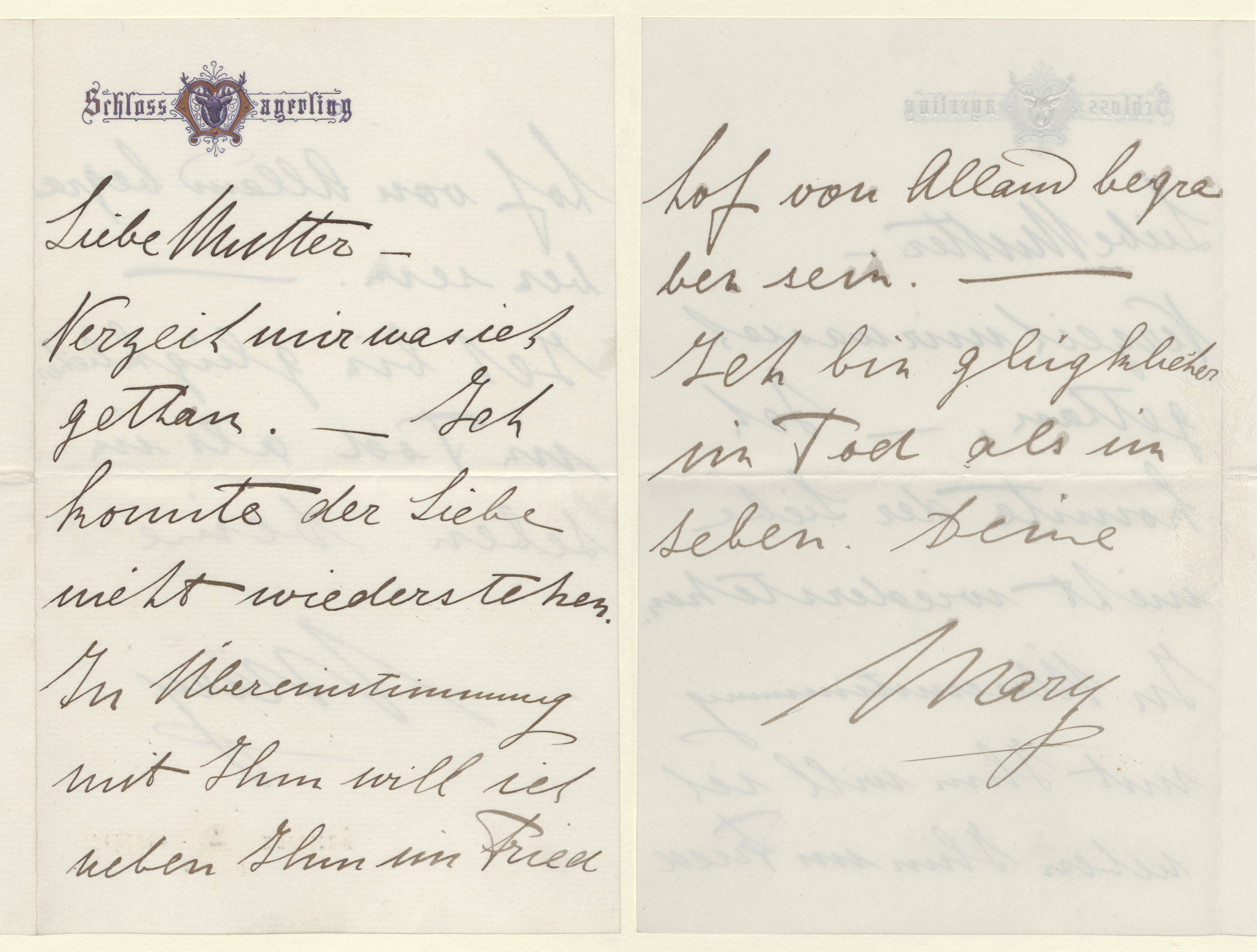
نامهٔ وداع وتسرا